# Listă de conducători de stat din 1781
1777 - 1778 - 1779 - 1780 - 1781 - 1782 - 1783 - 1784 - 1785
Aceasta este o listă a conducătorilor de stat din anul 1781:

## Europa
- Anglia: George al III-lea (rege din dinastia de Hanovra, 1760-1820)
- Austria: Iosif al II-lea (arhiduce din dinastia de Habsburg-Lorena, 1780-1790; totodată, rege al Germaniei, 1765-1790; totodată, împărat occidental, 1765-1790; totodată, rege al Cehiei, 1780-1790; totodată, rege al Ungariei, 1780-1790)
- Bavaria: Carol Teodor (principe elector din dinastia de Wittelsbach, ramura de Palatinat, 1777-1799)
- Cehia: Iosif al II-lea (rege din dinastia de Habsburg-Lorena, 1780-1790; totodată, rege al Germaniei, 1765-1790; totodată, împărat occidental, 1765-1790; totodată, arhiduce de Austria, 1780-1790; totodată, rege al Ungariei, 1780-1790)
- Crimeea: Șahin Ghirai ibn Topal Ahmed Ghirai ibn Devlet Ghirai (II) (han din dinastia Ghiraizilor, 1777-1782, 1783)
- Danemarca: Christian al VII-lea (rege din dinastia de Oldenburg, 1766-1808)
- Florența: Leopold I (mare duce din dinastia Habsburg-Lorena, 1765-1790; ulterior, arhiduce de Austria, 1790-1792; ulterior, rege al Cehiei, 1790-1792; ulterior, rege al Ungariei, 1790-1792; ulterior, rege al Germaniei, 1790-1792; ulterior, împărat occidental, 1790-1792)
- Franța: Ludovic al XVI-lea (rege din dinastia de Bourbon, 1774-1792)
- Genova: Giacomo Maria Brignole (doge, 1779-1781, 1795-1797) și Marco Antonio Gentile (doge, 1781-1783)
- Germania: Iosif al II-lea (rege din dinastia de Habsburg-Lorena, 1765-1790; totodată, împărat occidental, 1765-1790; ulterior, arhiduce de Austria, 1780-1790; ulterior, rege al Cehiei, 1780-1790; ulterior, rege al Ungariei, 1780-1790)
- Gruzia: Irakli al II-lea (rege din dinastia Bagratizilor, 1762-1798; anterior, rege în Kakhetia, 1744-1762)
- Gruzia, statul Imeretia: Solomon I (rege din dinastia Bagratizilor, 1751-1765, 1768-1784)
- Imperiul occidental: Iosif al II-lea (rege din dinastia de Habsburg-Lorena, 1765-1790; totodată, rege al Germaniei, 1765-1790; ulterior, arhiduce de Austria, 1780-1790; ulterior, rege al Cehiei, 1780-1790; ulterior, rege al Ungariei, 1780-1790)
- Imperiul otoman: Abdul-Hamid I (sultan din dinastia Osmană, 1774-1789)
- Liechtenstein: Franz Josef I (principe, 1772-1781) și Alois I (principe, 1781-1805)
- Modena: Ercole al III-lea Rinaldo (duce din casa d'Este, 1780-1796)
- Moldova: Constantin Moruzi (domnitor, 1777-1782)
- Monaco: Honore al III-lea (principe, 1733-1793)
- Olanda: Wilhelm al V-lea (stathouder ereditar din dinastia de Orania, 1751-1795)
- Parma și Piacenza: Ferdinand (duce din dinastia de Bourbon, ramura spaniolă, 1765-1802)
- Polonia: Stanislaw August Poniatowski (rege, 1764-1795)
- Portugalia: Maria I (regină din dinastia de Braganca, 1777-1816) și Pedro al III-lea (rege, 1777-1786)
- Prusia: Frederic al II-lea cel Mare (rege din dinastia de Hohenzollern, 1740-1786)
- Rusia: Ekaterina a II-a Alekssevna cea Mare (împărăteasă din dinastia Romanov-Holstein-Gottorp, 1762-1796)
- Sardinia: Vittorio Amedeo al III-lea (rege din casa de Savoia, 1773-1796)
- Saxonia: Frederic August al III-lea cel Drept (principe elector din dinastia de Wettin, 1763-1827; rege, din 1806; ulterior, arhiduce de Varșovia, 1807-1812/1815)
- Sicilia: Ferdinand al III-lea (rege din dinastia de Bourbon, 1759-1825)
- Spania: Carol al III-lea (rege din dinastia de Bourbon, 1759-1788; anterior, duce de Parma și Piacenza, 1731-1736; anterior, rege al Siciliei, 1734-1759)
- Statul papal: Pius al VI-lea (papă, 1775-1799)
- Suedia: Gustav al III-lea (rege din dinastia Holstein-Gottorp, 1771-1792)
- Transilvania: Samuel Brukenthal (guvernator, 1774-1787)
- Țara Românească: Alexandru Ipsilanti (domnitor, 1774-1782, 1796-1797; ulterior, domnitor în Moldova, 1786-1788)
- Ungaria: Iosif al II-lea (rege din dinastia de Habsburg-Lorena, 1780-1790; totodată, rege al Germaniei, 1765-1790; totodată, împărat occidental, 1765-1790; totodată, arhiduce de Austria, 1780-1790; totodată, rege al Cehiei, 1780-1790)
- Veneția: Paolo Renier (doge, 1779-1789)

## Africa
- Așanti: Osei Kwame (așantehene, 1777-cca. 1801)
- Bagirmi: Hadji Muhammad al-Amin (mbang, 1751-1785)
- Benin: Akengbuda (obba, cca. 1750-cca. 1804)
- Buganda: Junju și Semakokiro (kabaka, 1764-1794)
- Bunyoro: Olimi al IV-lea (Kasoma) (mukama, cca. 1780-cca. 1785)
- Burundi: Mutaga al III-lea Sebidingwa (mwami din a treia dinastie, cca. 1768-cca. 1801)
- Dahomey: Kpengla Adunzu (Gnansunu) (rege, 1774-1789)
- Darfur: Muhammad Tairab ibn Ahmad Bakr (sultan, cca. 1756/1757-1787)
- Ethiopia: Takla Guiyorguis I (Fekr Sagad) (împărat, 1779-1784, 1788-1789, 1794-1795, 1795-1796, 1798-1799, 1800)
- Imperiul otoman: Abdul-Hamid I (sultan din dinastia Osmană, 1774-1789)
- Kanem-Bornu: Ali al IV-lea (sultan, cca. 1753-cca. 1793)
- Lunda: Yaav yaMbany (mwato-yamvo, cca. 1760-cca. 1810)
- Maroc: Sidi Mohammed (III) ibn Abdallah (sultan din dinastia Alaouită, 1757-1790)
- Munhumutapa: Changara (rege din dinastia Munhumutapa, 1759-1785)
- Oyo: Abiodun (rege, cca. 1770-cca. 1789)
- Rwanda: Cyilima al II-lea Rujugira (rege, cca. 1768-cca. 1792)
- Swaziland: Ndungunya (Zikodze) (rege din clanul Ngwane, cca. 1780-cca. 1810)
- Tunisia: Ali al II-lea ibn Hussein (bey din dinastia Husseinizilor, 1759-1782)
- Wadai: Joda Kharif at-Timan ibn Kharut (II) (sultan, 1745-1795)

## Asia

### Orientul Apropiat
- Afghanistan: Timur Șah (suveran din dinastia Durrani, 1772-1793)
- Arabia: Abd al-Aziz ibn Muhammad (emir din dinastia Saudiților/Wahhabiților, 1765-1803)
- Iran: Agha Mohammad (șah din dinastia Kajarilor, 1779-1797)
- Iran (Horasan): Șahruh (șah din dinastia Afșarizilor, 1748-1796)
- Iran (Isfahan): Ali Murad (șah din dinastia Zand, 1779-1785)
- Iran (Shiraz): Sadik (șah din dinastia Zand, 1779-1781)
- Iran, Safavizii: Hussain al II-lea (șah din dinastia Safavidă, 1753-1786)
- Imperiul otoman: Abdul-Hamid I (sultan din dinastia Osmană, 1774-1789)
- Kuwait: Abdullah I ibn Sabbah (emir din dinastia as-Sabbah, 1762-1812)
- Oman: Ahmad ibn Said (imam din dinastia Bu Said, 1744 sau 1749-1783)
- Yemen, statul Sanaa: al-Mansur Ali (imam, 1775-1809, 1835-1836)

### Orientul Îndepărtat
- Atjeh: Mahmud Șah (sau Tuanku Radja) (sultan, 1760-1781) și Ala ad-Din Muhammad Șah (sau Tuanku Muhammad) (sultan, 1781-1795)
- Birmania, statul Arakan: Sandathaditha (rege din dinastia de Mrohaung, 1777-1782)
- Birmania, statul Toungoo: Singu Min (rege din dinastia Alaungpaya, 1776-1781), Maung Maung (rege din dinastia Alaungpaya, 1781) și Bodawpaya (rege din dinastia Alaungpaya, 1781-1819)
- Brunei: Muhammad Taj ad-Din (sultan, 1780-1792, 1793-1806)
- Cambodgea: Preah Mechas Ang Eng (Nac I, Nac Ong An) (rege, 1779-1782, 1794-1796)
- China: Gaozong (Hongli) (împărat din dinastia manciuriană Qing, 1736-1795)
- Coreea, statul Choson: Chongjo (Yi Sun) (rege din dinastia Yi, 1777-1800)
- India: Warren Hastings (guvernator general, 1774-1785; anterior, guvernator de Bengal, 1772-1774)
- India, statul Moghulilor: Jalal ad-din Ali Jauhar Șah Alam al II-lea (împărat, 1760-1788, 1788-1806)
- Japonia: Kokaku (împărat, 1780-1816) și Ieharu (principe imperial din familia Tokugaua, 1760-1786)
- Laos, statul Champassak: Saya Kuman (rege, 1737-1791)
- Laosul inferior: Ong Bun (Bun Sane, Thammathevong) (rege, 1760/1767-1778/1781)
- Laosul superior: Sotika Kuman (Kotika-kumara) (rege, 1756/1776-1769/1781) și Sulinga-Vongsa (rege, 1769/1781-1787/1791)
- Maldive: Nur ad-Din Hadji Hassan (sultan, 1778-1798)
- Mataram (Jogjakarta): Abd ar-Rahman Amangkubuwono I (sultan, 1755-1792)
- Mataram (Surakarta): Pakubowono al II-lea (Prabu Swarga) (sultan, 1755-1788; anterior, sultan în Mataram, 1749-1755)
- Nepal, statul Gurkha: Rana Bahadur Șah (Nirjunanda Svami) (rege, 1778-1799)
- Sri Lanka, statul Kandy: Kirti Sri Rajasinha (rege, 1747-1782)
- Thailanda, statul Ayutthaya: Phya Taksin (rege, 1767-1782)
- Tibet: bLo-bzang Jam-dpal rgya-mtsho (dalai lama, 1759-1805)
- Tibet: Panchen bsTan-jai Nyi-ma (Tempe Nyima) (panchen lama, 1781-1852)
- Vietnam, statul Dai Viet: Le Hien-tong (Vinh hoang-de) (rege din dinastia Le târzie, 1740-1786)
- Vietnam, Tay-son: Nguyen Van-Nhac (conducător, 1778-1793)
- Vietnam (Hue): Nguyen Phuc Anh (rege din dinastia Nguyen, 1778-1802; ulterior, împărat în statul Vietnam, 1802-1820)
- Vietnam (Taydo): Trinh Sam (rege din dinastia Trinh, 1767-1782)